# Tibiocillaria pratti
Tibiocillaria pratti är en fjärilsart som beskrevs av George Thomas Bethune-Baker 1906. Tibiocillaria pratti ingår i släktet Tibiocillaria och familjen nattflyn. Inga underarter finns listade i Catalogue of Life.